# Imobach Pomares
Francisco Imobach Pomares Abreu (nacido el 25 de mayo de 1994 en Santa Cruz de Tenerife), conocido simplemente como Imobach Pomares, es un jugador de baloncesto español. Con 1 metros y 92 centímetros de estatura, jugaba en la posición de escolta en las filas del UBU Tizona de la Liga LEB Oro.

## Trayectoria
Formado en la cantera del Real Club Náutico de Tenerife de Baloncesto en el que debutaría con apenas 17 años durante la temporada 2011-12 en Liga EBA. A partir de la temporada 2013-14, con 19 años ya formaría parte Real Club Náutico de Tenerife de Baloncesto con el que jugaría durante varias temporadas en Liga LEB hasta el verano de 2017. 
En la temporada 2017-18, juega en las filas del CD Carbajosa de la Sagrada de Liga EBA en el que promedia 11 puntos, 5’8 rebotes y 14,3 de valoración por partido.
En la temporada 2019-20, firma por el CB Tizona de Liga LEB Plata, con el que conseguiría el ascenso a la Liga LEB Oro. El escolta no jugaría la temporada regular por una lesión y solo podría disputar tres encuentros en la segunda fase de la temporada donde promedió cuatro puntos por partido, un rebote y dos asistencias.
El 6 de agosto de 2020, renueva por el conjunto burgalés del UBU Tizona para jugar en Liga LEB Oro durante la temporada 2020-21.